# Советская Речка
Советская Речка — река в Туруханском районе Красноярского края России, правый приток реки Турухан.

## Описание
Длина реки — 98 км, площадь бассейна — 1820 км². Протекает в зоне лесотундры на Нижнеенисейской возвышенности, немного севернее Северного полярного круга.
Река вытекает из залива Дюпкун в южной части Малого Советского озера. В верховьях течёт на юго-восток через несколько озёр. В средней части течёт на юго-запад — русло в этом месте очень извилистое. В нижней части (от впадения Ирбы) вновь течёт на юго-восток. Впадает в Турухан по правому берегу в 410 км от его устья.
В месте впадения Ирбы на правом берегу расположен посёлок Советская Речка, в посёлке имеется гидрологический пост, ведущий наблюдения с 1959 года.
| Средний расход воды (м³/с) реки Советской Речки по месяцам с 1965 по 1993 гг. (замеры производились на гидрологическом посту Советская Речка, в 34 км от устья) |

Основные притоки (в скобках указана длина в км):
- 2 км пр: без названия (21)
- 3 км лв: Каша (43)
- 34 км пр: Ирба (56)
- оз. Мал. Советское: без названия (13)

В бассейне реки находятся крупные озёра Большое Советское и Номнякит (соединены протоками с Малым Советским).

## Название
Река ранее носила название Боговая, современное название получила в 1930-е годы. Вместе с рекой были переименованы Боговые озёра, ставшие Советскими.

## Данные водного реестра
По данным государственного водного реестра России относится к Енисейскому бассейновому округу.
Код объекта в государственном водном реестре — 17010800212116100097568.